# Latefa Wiersch
Latefa Wiersch (* 1982 in Dortmund) ist eine bildende Künstlerin, sie lebt in Zürich. Sie arbeitet meist mit textilen Materialien, kreiert Skulpturen, anthropomorphe Objekte, Puppen, Rauminstallationen und Performances.

## Leben
Latefa Wiersch wuchs in Dortmund auf, studierte erst an der Fachhochschule Bielefeld Design, später Fine Arts an der Universität der Künste Berlin (Diplom 2011). Einen Masterabschluss erwarb sie 2019 am Studiengang Master Contemporary Arts Practice der Hochschule der Künste Bern. In Bern ist sie auch an der Berner Fachhochschule BFH als Lehrbeauftragte tätig. Im Februar 2025 übernahm sie die Co-Leitung des Studiengangs Kunst der F+F Schule für Kunst und Design Zürich, gemeinsam mit Gökçe Ergör.

## Werk
In ihren Werken benutzt Latefa Wiersch vorwiegend Alltagsmaterialien, Stoffe und kreiert daraus Objekte und Puppen, die die Lebendigwerdung der Dinge sichtbar machen sollen. So wird die teils verzerrte Körperlichkeit hervorgehoben. Meist sind die installativen Arbeiten begleitet von Musik, Stop-Motion-Videos oder einem theatralen Lichteinsatz. Die Arbeiten sind geprägt von einem teils skurrilen Humor. In ihrer Werk Artpop-Insta treten die Puppen als Alter-Ego-Figuren der Künstlerin auf, geben Einblick in ihren fiktiven Alltag und thematisieren dabei auch breit Themen wie Alltagsrassismus, Tokenism und Othering.
In ihrer Ausstellung Hannibal im Dortmunder Kunstverein 2025 wird die Hochhaussiedlung Hannibal II, in der die Künstlerin aufwuchs, zur raumgreifenden Kulisse für ihre textilen Puppenfiguren. Diese spiegeln postmigrantische Identitäten und sind unheimliche Doppelgänger der Künstlerin und ihres sozialen Umfelds. Die Ausstellung wurde mit dem Weststern Förderpreis für Kunstvereine in der Sparte herausragende Einzelausstellung gewürdigt. Wierschs Performance ist Teil des Festivals Dortmund Goes Black - the black universe.
Ihr Schaffen wurde auch sonst mehrfach ausgezeichnet, zum Beispiel 2022 mit dem Schweizer Performancepreis für ihre Performance mit Rhoda Davids Abel und Dandara Modesto, und 2023 mit dem Swiss Art Award. Außerdem war sie nominiert für den Shizuko Yoshikawa Förderpreis 2020 und den Swiss Art Award 2021.

## Auszeichnungen
- 2025: Weststern Förderpreis für Kunstvereine, Sparte herausragende Einzelausstellung
- 2023: Swiss Art Award
- 2023: Kunststipendium Stadt Zürich[10]
- 2022: Performancepreis Schweiz[11]
- 2020: Freiraum Beitrag Stadt Zürich[12][13]
- 2019: Werkbeitrag des Kantons Zürich[14][15]
- 2016 Wilhelm-Morgner-Stipendium[16]
- 2013: Stipendium der Kulturstiftung Sparkasse Unna[17]
- 2013: artist residency Rotationsatelier, OG9/Kunsthaus Aussersihl Zürich[18]
- 2013 Projektstipendium der Kulturstiftung des Freistaates Sachsen
- 2012 Residenz und Projektstipendium, Stiftung Künstlerdorf Schöppingen

## Ausstellungen, Performances (Auswahl)
- Hannibal. Dortmunder Kunstverein, Einzelausstellung, 2025
- Apropos Hodler. Kunsthaus Zürich, Gruppenausstellung, 2024[19].
- Original Features. Kunsthaus Langenthal, Einzelausstellung, 2022[20].
- Neon Bush Girl Society. Schauspiel Dortmund, Performance, 2022[21].
- The Puppet Show. Centre d’art contemporain Genf, 2022[22][23].
- Pulp. Black Future Month, Mouches Volantes Köln, 2022[24].
- Exhibtion. Swiss Art Award Basel und Last Tango Zürich, 2021.
- Monsterhood Part II, Sennentuntschi, a cultural appropriation. Schauspiel Dortmund, Performance, 2021.
- Ne Pas De Deux. Zentrum Paul Klee, Performance zusammen mit Emma Murray, 2019.
- Artpop_Insta. Medienkunst, fortlaufende Werkreihe. Seit 2018.
- Road Trip. Museum Wilhelm Morgner, Soest, Einzelausstellung, 2018.
- Pinocchio`s Wood and Four Other Lies. Kunstverein Unna, Einzelausstellung, 2016[17][25].
- Peepshow Gepäckausgabe. Kunstverein Glarus, Einzelausstellung, 2015.
- The Creation of Man. Zentrum für Internationale Lichtkunst Unna, Einzelausstellung, 2014.